# Windsingers
A Windsingers magyar a cappella/jazz együttes. 

## Története
2011-ben alakultak, ezzel a felállással: Vers Dóra (szoprán), Földi Veronika (alt), Nagy-György Márton (tenor) és Magyaróvári Viktor (basszus). 2014-ben lecserélődött a felállás. Koncerteznek hazánkban és külföldön egyaránt, illetve a grazi "Vokal Total" versenyen ezüst diplomát szereztek. 2014 őszén a Cseh Tamás Program pályázatán nyertek, így 2015-ben megjelent első (és eddig egyetlen) stúdióalbumuk, "The Morning Comes" címmel.  Nagyrészt popszámokat dolgoznak fel a cappella és jazz stílusban.

## Jelenlegi tagjai
- Gazda Fanni – szoprán
- Vers Dóra – szoprán
- Törőcsik Hanna – alt
- Nagy-György Márton – tenor
- Magyaróvári Viktor – basszus

## Diszkográfia
- The Morning Comes (album, 2015)